# Are You The One? De Perfecte Match
Are You The One? De Perfecte Match is een Nederlandse variant op de Amerikaanse MTV-serie Are You The One? gepresenteerd door Kaj Gorgels. In de datingshow 'Are You The One?' probeert men een antwoord te vinden op de vraag: "Als je perfecte match recht voor je zou staan, zou je het dan weten?". In het programma wordt een groep van 10 single vrouwen en 10 single mannen gevolgd, die zelf toegeven dat ze verschrikkelijk zijn in relaties. In de hoop dat ze hun slechte relatie gewoonten achter zich laten en hun perfecte match vinden. Als zij binnen 10 spelronden alle matches hebben gemaakt, verdienen zij €200.000,-.
Sinds 15 oktober 2021 staat de eerste aflevering van seizoen 1 op Videoland. Ook wordt de aflevering elke zondag uitgezonden om 19:00 uur op MTV.

## Seizoen 1
Seizoen 1 ging in première op vrijdag 15 oktober 2021 bij Videoland en vanaf zondag 17 oktober 2021 bij MTV.